# The Berkeley
The Berkeley – zabytkowy, luksusowy hotel położony przy Wilton Place w dzielnicy Knightsbridge w Londynie. Hotel jest własnością Maybourne Hotel Group, która również zarządza londyńskimi hotelami: Claridge’s i The Connaught.  

## Historia
W XIX wieku budynek znajdujący się na rogu Piccadilly i Berkeley Street był bazą dla dyliżansów pocztowych udających do miasta Gloucester w południowo-zachodniej Anglii. Z czasem stał się też hotelem dla osób podróżujących dyliżansami w tym kierunku, stąd jego dawna nazwa The Gloucester coffee house. Wraz z wybudowaniem pobliskiej linii kolejowej w 1897 r. budynek został przemianowany na The Berkeley Hotel.
W 1900 roku hotel został kupiony przez The Savoy Group i w latach następnych przebudowany i zmodernizowany. Zainstalowano klimatyzację, co było rzadkością w tamtych czasach. W latach 20. i 30. XX wieku restauracja hotelowa stała się ulubionym miejscem spotkań londyńskiej socjety i ośrodkiem nocnego rozrywkowego życia.
W 1972 roku hotel został przeniesiony do  nowego budynku przy Wilton Place, Knightsbridge. Nowy budynek zawiera odrestaurowane elementy z oryginalnego budynku. Atrakcją hotelu był odkryty basen usytuowany na dachu budynku.
W 2005 roku The Savoy Group, w tym hotel The Berkeley, zostały sprzedane nowym inwestorom tworzącym Maybourne Hotel Group. Maybourne Hotel Group przejęła także zarządzanie londyńskimi hotelami: Savoy, The Connaught i Claridge’s.

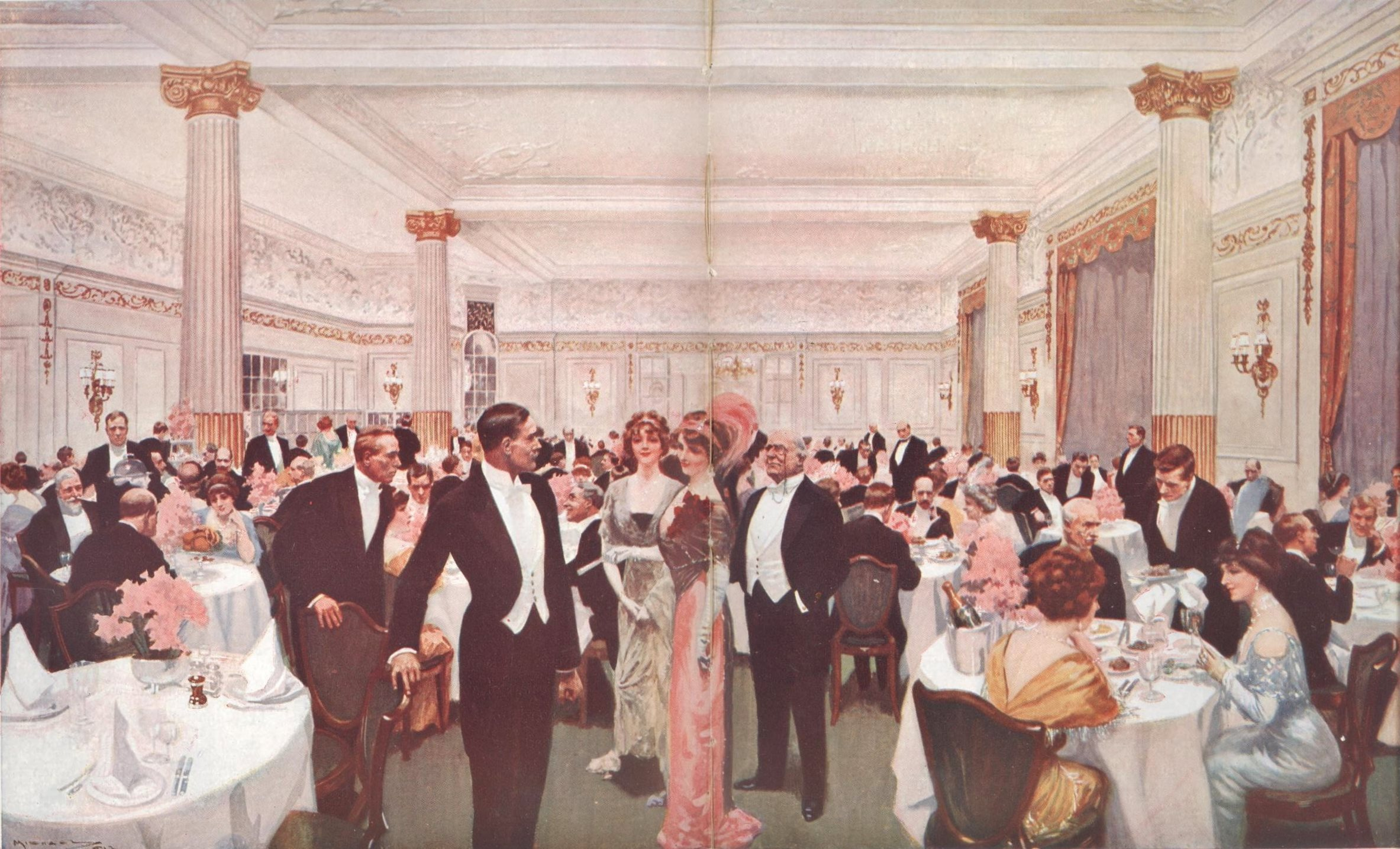
Restauracja hotelowa 1912 r.